# Terra Rica (kommun)
Terra Rica är en kommun i Brasilien.   Den ligger i delstaten Paraná, i den södra delen av landet, 900 km sydväst om huvudstaden Brasília. Antalet invånare är 15 256.
Följande samhällen finns i Terra Rica:
- Terra Rica

Trakten runt Terra Rica består i huvudsak av gräsmarker. Runt Terra Rica är det ganska glesbefolkat, med 25 invånare per kvadratkilometer.